# Ананд Амрітрадж
Ананд Амрітрадж (нар. 20 березня 1952) — колишній індійський тенісист.
Найвищу одиночну позицію світового рейтингу — 74 місце досяг 6 листопада 1974, парну — 80 місце — 2 січня 1984 року.
Здобув 7 одиночних та 12 парних титулів.
Найвищим досягненням на турнірах Великого шолома був півфінал в парному розряді.

## Фінали за кар'єру

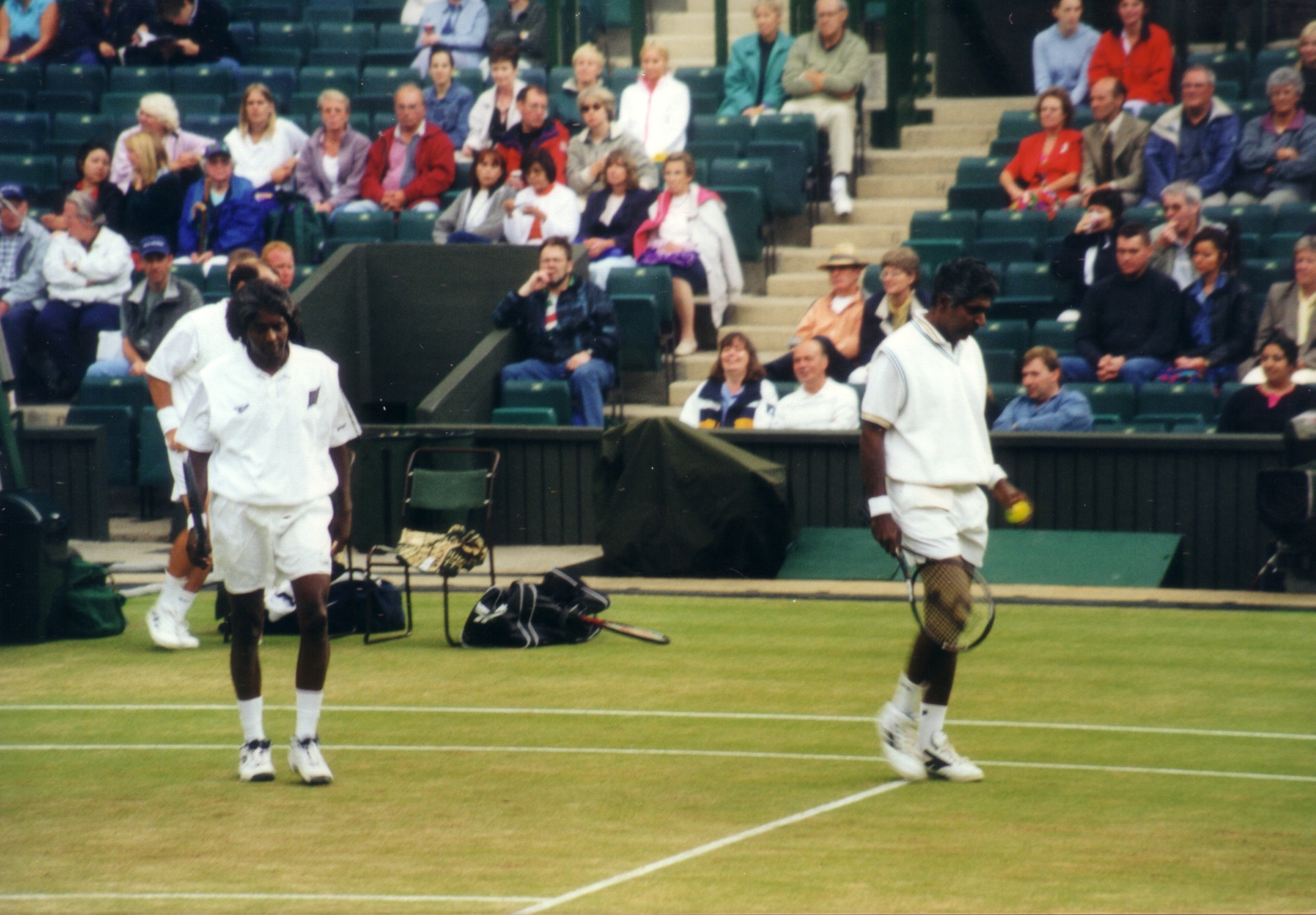
Ананд і Віджай Амрітраджі у фіналі парного розряду серед ветеранів на Вімблдоні 2000

### Парний розряд: 30 (12–18)
| Результат | Ранг | Дата     | Турнір                                | Покриття  | Партнер            | Суперники                      | Рахунок       |
| --------- | ---- | -------- | ------------------------------------- | --------- | ------------------ | ------------------------------ | ------------- |
| Поразка   | 1.   | Жов 1973 | Нью-Делі, Індія                       |           | Віджай Амрітрадж   | Джим Макманус Рауль Рамірес    | 2–6, 4–6      |
| Перемога  | 1.   | Лис 1973 | Крайстчерч, Нова Зеландія             |           | Фред Макнеер       | Юрген Фассбендер Джефф Сімпсон | w/o           |
| Перемога  | 2.   | Лис 1974 | Мумбай, Індія                         | Ґрунт     | Віджай Амрітрадж   | Дік Крілі Онні Парун           | 6–4, 7–6      |
| Поразка   | 2.   | Сер 1974 | Саут-Орандж (Нью-Джерсі), США         | Тверде    | Віджай Амрітрадж   | Браян Готтфрід Рауль Рамірес   | 6–7, 7–6, 6–7 |
| Перемога  | 3.   | Сер 1974 | Колумбус, США                         | Тверде    | Віджай Амрітрадж   | Том Гормен Роберт Лутц         |               |
| Поразка   | 3.   | Лют 1975 | Торонто, Канада                       | Килим (i) | Віджай Амрітрадж   | Дік Стоктон Ерік ван Діллен    | 4–6, 5–7, 1–6 |
| Поразка   | 4.   | Бер 1975 | Вашингтон, США                        | Килим (i) | Віджай Амрітрадж   | Майк Естеп Джефф Сімпсон       | 6–75, 3–6     |
| Перемога  | 4.   | Бер 1975 | Атланта, США                          | Килим (i) | Віджай Амрітрадж   | Марк Кокс Кліфф Дрісдейл       | 6–3, 6–2      |
| Поразка   | 5.   | Сер 1975 | Луїсвілл, США                         | Ґрунт     | Віджай Амрітрадж   | Войцех Фібак Гільєрмо Вілас    |               |
| Перемога  | 5.   | Вер 1975 | Лос-Анджелес, США                     | Тверде    | Віджай Амрітрадж   | Кліфф Дрісдейл Марті Ріссен    | 7–6, 4–6, 6–4 |
| Поразка   | 6.   | Лис 1975 | Колката, Індія                        | Ґрунт     | Віджай Амрітрадж   | Хуан Хісберт Мануель Орантес   | 6–1, 4–6, 3–6 |
| Перемога  | 6.   | Бер 1976 | Мемфіс, США                           | Килим (i) | Віджай Амрітрадж   | Роско Теннер Марті Ріссен      | 6–3, 6–4      |
| Поразка   | 7.   | Лис 1976 | Гонконг                               | Тверде    | Іліє Настасе       | Генк Пфістер Балч Волтс        | 4–6, 2–6      |
| Поразка   | 8.   | Лис 1976 | Маніла, Філіппіни                     | Тверде    | Коррадо Барадзутті | Росс Кейс Джефф Мастерз        | 0–6, 1–6      |
| Перемога  | 7.   | Чер 1977 | Queen's Club, Лондон, Велика Британія | Трава     | Віджай Амрітрадж   | Девід Ллойд Джон Ллойд         | 6–1, 6–2      |
| Перемога  | 8.   | Вер 1978 | Мехіко, Мексика                       | Ґрунт     | Віджай Амрітрадж   | Фред Макнеер Рауль Рамірес     | 6–4, 7–5      |
| Поразка   | 9.   | Січ 1979 | Балтимор, США                         | Килим (i) | Кліфф Дрісдейл     | Марті Ріссен Шервуд Стюарт     | 6–7, 4–6      |
| Поразка   | 10.  | Бер 1979 | Сан-Хосе (Коста-Рика)                 | Тверде    | Колін Діблі        | Йон Ціріак Гільєрмо Вілас      | 4–6, 6–2, 4–6 |
| Поразка   | 11.  | Кві 1979 | Каїр, Єгипет                          | Ґрунт     | Віджай Амрітрадж   | Пітер Макнамара Пол Макнамі    | 5–7, 4–6      |
| Поразка   | 12.  | Сер 1979 | Стоу, США                             | Тверде    | Колін Діблі        | Майк Кейгілл Стів Крулевітс    | 6–3, 3–6, 4–6 |
| Поразка   | 13.  | Бер 1980 | Сан-Хосе (Коста-Рика)                 | Тверде    | Нік Савіано        | Хайме Фійоль Альваро Фільйоль  | 2–6, 6–7      |
| Поразка   | 14.  | Кві 1980 | Лос-Анджелес, США                     | Тверде    | Джон Остін         | Браян Тічер Балч Волтс         | 2–6, 4–6      |
| Перемога  | 9.   | Кві 1980 | Сан-Паулу, Бразилія                   | Килим (i) | Фріц Бунінг        | Девід Картер Кріс Льюїс        | 7–6, 6–2      |
| Поразка   | 15.  | Сер 1980 | Атланта, США                          | Тверде    | Джон Остін         | Том Галліксон Балч Волтс       | 7–6, 6–7, 5–7 |
| Поразка   | 16.  | Кві 1981 | Х'юстон, США                          | Ґрунт     | Фред Макнеер       | Марк Едмондсон Шервуд Стюарт   | 4–6, 3–6      |
| Поразка   | 17.  | Сер 1981 | Колумбус, США                         | Тверде    | Віджай Амрітрадж   | Брюс Менсон Браян Тічер        | 1–6, 1–6      |
| Перемога  | 10.  | Лис 1982 | Балтимор, США                         | Килим (i) | Тоні Джаммалва     | Віджай Амрітрадж Фред Столл    | 7–5, 6–2      |
| Перемога  | 11.  | Лис 1982 | Чикаго, США                           | Килим (i) | Віджай Амрітрадж   | Майк Кейгілл Брюс Менсон       | 3–6, 6–3, 6–3 |
| Поразка   | 18.  | Лют 1983 | Делрей-Біч, США                       | Ґрунт     | Йохан Крік         | Павел Сложил Томаш Шмід        | 6–7, 4–6      |
| Перемога  | 12.  | Лип 1983 | Штутгарт, Західна Німеччина           | Ґрунт     | Майк Бауер         | Павел Сложил Томаш Шмід        | 4–6, 6–3, 6–2 |